# Ken Benz
Ken Benz (Zürich, 13 april 1988) is een Zwitserse golfer. Hij speelt sinds 2011 op de EPD Tour, die sinds 2013 de Pro Golf Tour heet.

## Amateur
Benz was lid van de golfclubs Bubikon en Lenzerheide. Hij had een mooie amateurscarrière: vanaf juni 2005 zat hij in het nationale jeugdteam en in 2008, 2009 en 2010 was hij de beste amateur van Zwitserland. 
 Benz peelde in 2006, 2007, 2008, 2009 en 2010 de European Masters.
Hij verbeterde het baanrecord op de banen van Blumisberg (-6) en Lausanne (-6).

### Gewonnen
- 2005: Credit Suisse Junior Tour (Niederbüren), Championat de Suisse Romande
- 2006: Credit Suisse Junior Tour (3x: GC Küssnacht, Vuissens GC en Hittnau G&CC), Final Credit Suisse Junior Tour (Domaine Impérial)
- 2007: Ostschweizer Meisterschaften
- 2008: Championnat Lémane, Omnium in GC Lausanne
- 2009: Wayne Grady Cup, Tessinermeisterschaften, Swiss Matchplay, French Amateur, Omnium op Blumisberg G&CC
- 2010: Omnium in GC Montreux

## Professional
Toen hij op 22-jarige leeftijd in 2011 professional werd, was hij de jongste playing professional van Zwitserland. 

In 2012 speelde hij 26 toernooien op de EPD Tour, waarbij hij acht top-10 plaatsen behaalde.

In 2012 speelde hij 20 toernooien op de EPD Tour, waarbij hij en tien top-10 plaatsen behaalde. 
In 2013 behaalde hij in maart zijn eerste overwinning op de Pro Golf Tour.

### Gewonnen
Nationaal
- 2011: PGA Matchplaykampioenschap op de Ennetsee Golf Club, PGA-Tour op de Golf de la Gruyère (132, -4)

Hi6 Tour
- 2011: in Olivos (Spanje)

Pro Golf Tour
- 2013: Sueno Pines Classic
- 2014: Red Sea Egyptian Classic